# Campionati europei di nuoto paralimpico 2018
I Campionati europei di nuoto paralimpico 2018 sono stati la quinta edizione dei Campionati europei di nuoto paralimpico, una competizione continentale di nuoto per nuotatori con disabilità. Si è svolta a Dublino, in Irlanda, dal 13 al 19 agosto 2018. 

## Medagliere
Di seguito le prime 10 posizioni del medagliere.
| Pos. | Paese         | Oro | Argento | Bronzo | Totale |
| ---- | ------------- | --- | ------- | ------ | ------ |
| 1    | Ucraina       | 33  | 44      | 29     | 106    |
| 2    | Italia        | 28  | 23      | 21     | 72     |
| 3    | Gran Bretagna | 20  | 18      | 17     | 55     |
| 4    | Paesi Bassi   | 16  | 8       | 5      | 29     |
| 5    | Spagna        | 13  | 16      | 23     | 52     |
| 6    | Bielorussia   | 10  | 1       | 3      | 14     |
| 7    | Germania      | 8   | 4       | 10     | 22     |
| 8    | Grecia        | 6   | 2       | 1      | 9      |
| 9    | Polonia       | 4   | 5       | 4      | 13     |
| 10   | Israele       | 3   | 3       | 6      | 12     |